# Move to Heaven
Move to Heaven (koreanischer Originaltitel: 무브 투 헤븐: 나는 유품정리사입니다; RR: Mubeu tu hebeun: Naneun yupumjeongnisaimnida) ist eine südkoreanische Dramaserie, die auf einem Essay mit dem Titel 떠난 후에 남겨진 것들 (Things Left Behind) des ehemaligen Nachlassregulierers Kim Sae-byul basiert. Die Serie wurde am 14. Mai 2021 weltweit auf Netflix veröffentlicht.

## Handlung
Han Geu-ru hat das Asperger-Syndrom und arbeitet in der Firma seines Vaters namens „Move to Heaven“ als Nachlassregulierer. Als sein Vater Han Jeong-u unerwartet verstirbt, steht Han Geu-ru plötzlich allein da. Doch kurze Zeit später steht sein Onkel Cho Sang-gu, der gerade aus dem Gefängnis entlassen wurde, vor seiner Tür. Cho Sang-gu ist ein kaltherziger Mann, der in Untergrundkämpfe verwickelt war und wegen eines Vorfalls, der sich während eines Kampfes ereignete, ins Gefängnis kam. Er wird der neue Vormund von Han Geu-ru, was Yoon Na-mu, der Nachbarin und einzigen Freundin von Han Geu-ru, sehr missfällt, da sie Cho Sang-gu nicht vertraut. Von da an führen Han Geu-ru und Cho Sang-gu das Geschäft gemeinsam. Mit der Zeit lernt der hart gesottene Cho Sang-gu, der sich innerlich einsam fühlt, durch den gutherzigen Han Geu-ru die schönen Seiten des Lebens kennen. Und Han Geu-ru, der Probleme mit zwischenmenschlichen Beziehungen hat, geht umso einfühlsamer mit den zurückgebliebenen Besitztümern der Verstorbenen um. Während ihrer Arbeit werden Han Geu-ru und Cho Sang-gu mit den vielschichtigen Geschichten und Schicksalen der Verstorbenen und ihrer Angehörigen konfrontiert, die sie nach und nach aufdecken, und nicht selten werden sie auch Teil dieser Geschichten, die sie zu einem versöhnlichen Abschluss bringen wollen.

## Produktion
Im September 2019 wurde berichtet, dass Kim Sung-ho bei einer Serie für Netflix die Regie führt, die auf einem Essay mit dem Titel 떠난 후에 남겨진 것들 des  ehemaligen Trauma-Reinigers Kim Sae-byul basiert. Netflix teilte am 17. Dezember 2019 mit, dass Lee Je-hoon und Tang Jun-sang die Hauptrollen in der Serie übernehmen. Am 3. Juni 2020 bestätigte Netflix, dass Ji Jin-hee, Lee Jae-wook und Hong Seung-hee der Besetzung der Serie beigetreten sind. Ende August 2020 wurden die Dreharbeiten an der Serie sowie weiteren koreanischen Netflix Originals unterbrochen, nachdem die Zahl der Covid-19-Infektionen in Südkorea erneut angestiegen sind.

## Besetzung und Synchronisation
Die deutschsprachige Synchronisation entstand nach den Dialogbüchern von Lydia Morgenstern und Barbara Bayer-Schur sowie unter der Dialogregie von Ulrike Heiland durch die Synchronfirma FFS Film- & Fernseh-Synchron in Berlin.

### Hauptdarsteller
| Rolle       | Schauspieler   | Synchronsprecher |
| ----------- | -------------- | ---------------- |
| Han Geu-ru  | Tang Jun-sang  | David Kunze      |
| Cho Sang-gu | Lee Je-hoon    | Max Felder       |
| Yoon Na-mu  | Hong Seung-hee | Melinda Rachfahl |

### Nebendarsteller
| Rolle                       | Schauspieler    | Synchronsprecher   |
| --------------------------- | --------------- | ------------------ |
| Han Jeong-u                 | Ji Jin-hee      | Peter Flechtner    |
| Han Jeong-u (jung)          | Ahn Ji-ho       | Vincent Borko      |
| Oh Mi-ran                   | Jung Young-joo  | Heide Domanowski   |
| Yoon Young-soo              | Jeong Seok-yong | Gerrit Hamann      |
| Madam Jung                  | Jung Ae-yun     | Anna Grisebach     |
| Kim Su-cheol                | Lee Jae-wook    | Sebastian Kluckert |
| Kim Su-jin                  | Park Jung-won   | Angelina Geisler   |
| Anwalt Oh Hyun-chang        | Lim Won-hee     | Frank Röth         |
| Staatsanwältin Lee Ju-yeong | Yoon Ji-hye     | Melanie Hinze      |
| Sozialarbeiterin Son U-rim  | Choi Soo-young  | Daniela Molina     |
| Wachtmeister Park Jun-yeong | Yang Hong-seok  | Tim Schwarzmaier   |

### Episodendarsteller
| Rolle                            | Schauspieler  | Synchronsprecher  |
| -------------------------------- | ------------- | ----------------- |
| Kang Soo-ji                      | Go Ha         | Victoria Frenz    |
| Kim Seon-u                       | Hong Jin-gi   | Marcel Mann       |
| Lim Yeong-geun                   | Seo Jeong-sik | Kevin Kraus       |
| Mitarbeiter im Wohnheim          | Lee Han-sol   | Michael Baral     |
| Park Cheol-u                     | Seong No-jin  | Sven Gerhardt     |
| Lee Yeong-sun                    | Lee Joo-sil   | Sabine Walkenbach |
| Lee Yeong-sun (mittleren Alters) | An Min-young  | Gundi Eberhard    |
| Schneider                        | Lee Eol       | Uwe Büschken      |
| Kim Yong-u                       | Shin Soo-oh   | Paul Matzke       |
| Kindergärtnerin Kim Eun-mi       | Ha Si-yeon    | Laurine Betz      |
| Park Ian                         | Kim Doh-yon   | Konrad Bösherz    |
| Jung Soo-hyun                    | Kwon Soo-hyun | Arne Stephan      |
| Vater von Jung Soo-hyun          | Lee Ki-young  | Wolfgang Wagner   |
| Matthew Green / Kang Seong-min   | Kevin Oh      | Imme Aldag        |

## Trivia
Der Name der Hauptrolle, Han Geu-ru (한그루), bedeutet „ein Baum“. Der Name dessen bester Freundin, Na-mu (나무), bedeutet ebenfalls „Baum“.

## Episodenliste
| Nr.                                                                        | Deutscher Titel | Originaltitel | Regie       | Drehbuch     |
| -------------------------------------------------------------------------- | --------------- | ------------- | ----------- | ------------ |
| 1                                                                          | Folge 1         | 1화           | Kim Sung-ho | Yoon Ji-ryun |
| 2                                                                          | Folge 2         | 2화           | Kim Sung-ho | Yoon Ji-ryun |
| 3                                                                          | Folge 3         | 3화           | Kim Sung-ho | Yoon Ji-ryun |
| 4                                                                          | Folge 4         | 4화           | Kim Sung-ho | Yoon Ji-ryun |
| 5                                                                          | Folge 5         | 5화           | Kim Sung-ho | Yoon Ji-ryun |
| 6                                                                          | Folge 6         | 6화           | Kim Sung-ho | Yoon Ji-ryun |
| 7                                                                          | Folge 7         | 7화           | Kim Sung-ho | Yoon Ji-ryun |
| 8                                                                          | Folge 8         | 8화           | Kim Sung-ho | Yoon Ji-ryun |
| 9                                                                          | Folge 9         | 9화           | Kim Sung-ho | Yoon Ji-ryun |
| 10                                                                         | Folge 10        | 10화          | Kim Sung-ho | Yoon Ji-ryun |
| Am 14. Mai 2021 wurden alle Episoden der Serie bei Netflix veröffentlicht. |                 |               |             |              |